# Bisdom Parnaíba
Het bisdom Parnaíba (Latijn: Dioecesis Parnaibensis) is een rooms-katholiek bisdom met als zetel Parnaíba, in Brazilië. Het bisdom is suffragaan aan het aartsbisdom Teresina.

## Geschiedenis
Het bisdom werd opgericht op 16 december 1944, uit delen van het bisdom Piauí, en was suffragaan aan het aartsbisdom São Luís do Maranhão. Op 9 augustus 1952 wisselde het van kerkprovincie en werd suffragaan aan het nieuw verheven aartsbisdom Teresina. 

## Parochies
Het bisdom had in 2021 een oppervlakte van 20.839 km2 en telde 585.459 inwoners waarvan 85,0% rooms-katholiek was.

## Bisschoppen
- Felipe Benito Condurú Pacheco (7 februari 1946 - 17 januari 1959)
- Paulo Hipólito de Souza Libório (20 juni 1959 - 23 april 1980)
- Edvaldo Gonçalves Amaral (2 september 1980 - 24 oktober 1985)
- Joaquim Rufino do Rêgo (25 maart 1986 - 21 februari 2001)
- Alfredo Schäffler (21 februari 2001 - 24 augustus 2016; coadjutor sinds 15 maart 2000)
- Juarez Sousa Da Silva (24 augustus 2016 - 4 januari 2023; coadjutor sinds 6 januari 2016)
- Edivalter Andrade (8 november 2023 - heden)

Teresina (aartsbisdom) · Bom Jesus do Gurguéia · Campo Maior · Floriano · Oeiras · Parnaíba · Picos · São Raimundo Nonato